# Hesychios (Presbyter)
Hesychios (lat. Hesychius) der Priester, auch Hesychios von Jerusalem († ca. 450) war Heiliger (katholisch und orthodox), Priester, Mönch und Exeget in Jerusalem.
Von seinem Leben ist wenig bekannt. Seit etwa 412 wirkte er als Priester in Jerusalem. Doch obwohl viele seiner Schriften verloren gingen, wird er besonders in der orthodoxen Kirche wegen seiner Bibelkommentare (zum Beispiel zu den Büchern Hiob, Leviticus, Jesaja und Ezechiel) sehr geschätzt. Es wird behauptet, er habe die ganze Bibel kommentiert. Er gilt als der wichtigste Ausleger und Lehrer der Bibel seiner Zeit in der Kirche von Jerusalem und Palästina. Sein Kommentar zum Buch der Psalmen wurde lange Zeit Athanasius dem Großen zugeschrieben. Die neuere Forschung identifiziert immer weitere Texte in griechischen Texten und lateinischen Übertragungen. Von Hesychios stammt auch eine Kirchengeschichte aus dem Jahre 428. Sie wurde in die Akten des Zweiten Konzils von Konstantinopel (553) aufgenommen.
Hesychios spielte eine wichtige Rolle in der Kontroverse um die Natur Christi. Er stellte sich Arius entgegen, der die Gottheit Christi leugnete. Um Häresien zu vermeiden, vermied er in diesem Zusammenhang alle Bezeichnungen aus dem philosophischen Vokabular (Person, Sein, Substanz) und ließ nur den biblischen Ausdruck „fleischgewordenes Wort“ (lógos sarkotheís) zu.
Seine (damals bekannten) Werke wurden 1866 in Jacques Paul Mignes Patrologia Graeca (Bd. 27, 55 und 93) herausgegeben.